# Эстервеген
Эстервеген (нем. Esterwegen) — община в Германии, в земле Нижняя Саксония.
Входит в состав района Эмсланд. Подчиняется управлению Нордхюммлинг. Население составляет 5166 человек (на 31 декабря 2010 года). Занимает площадь 49,53 км².

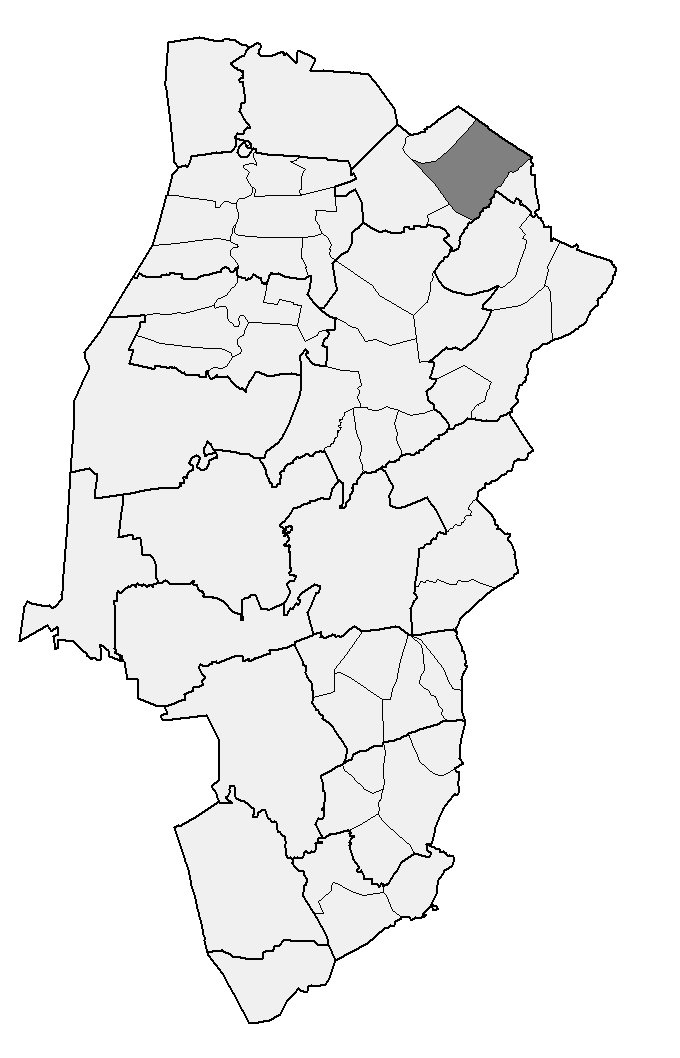
Эстервеген